# Dumbrava Roșie
Dumbrava Roșie è un comune della Romania di 7 673 abitanti, ubicato nel distretto di Neamț, nella regione storica della Moldavia. 
Il comune è formato dall'unione di 4 villaggi: Brășăuți, Cut, Dumbrava Roșie, Izvoare.